# Liste der Titan-IV-Raketenstarts

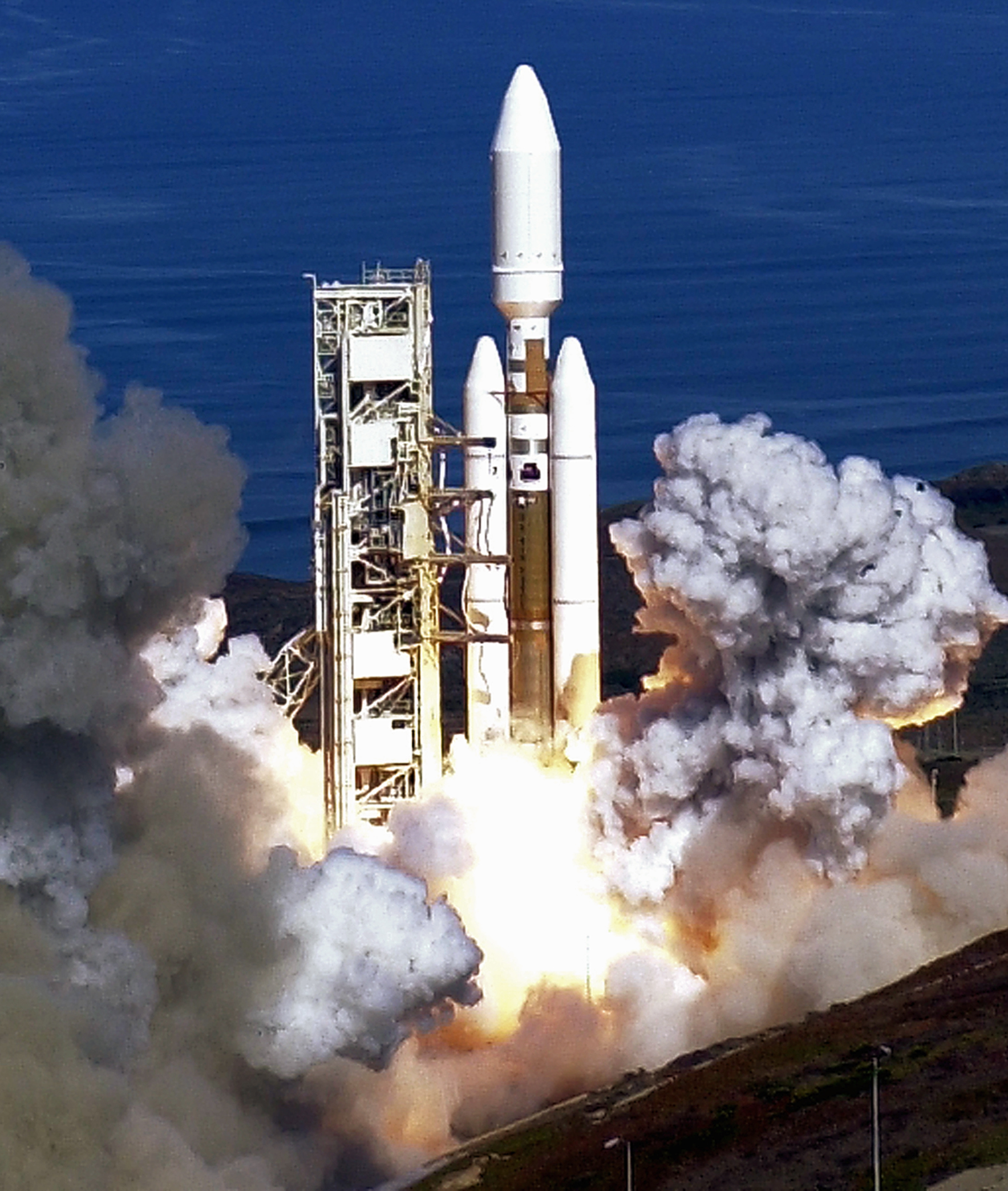
Start der letzten Titan-IV-Rakete im Oktober 2005

Dies ist eine vollständige Startliste der Titan-IV-Trägerrakete. Sie umschließt alle 39 Missionen, erfolgreiche und auch missglückte.

## Startliste
| Startdatum (UTC) | Typ | Ser.-Nr. | Startplatz | Nutzlast | Art der Nutzlast | Orbit | Anmerkungen | |
| 1989 – 1990 – 1991 – 1992 – 1993 – 1994 – 1995 – 1996 – 1997 – 1998 – 1999 – 2000 – 2001 – 2002 – 2003 – 2004 – 2005 | 1989 – 1990 – 1991 – 1992 – 1993 – 1994 – 1995 – 1996 – 1997 – 1998 – 1999 – 2000 – 2001 – 2002 – 2003 – 2004 – 2005 | 1989 – 1990 – 1991 – 1992 – 1993 – 1994 – 1995 – 1996 – 1997 – 1998 – 1999 – 2000 – 2001 – 2002 – 2003 – 2004 – 2005 | 1989 – 1990 – 1991 – 1992 – 1993 – 1994 – 1995 – 1996 – 1997 – 1998 – 1999 – 2000 – 2001 – 2002 – 2003 – 2004 – 2005 | 1989 – 1990 – 1991 – 1992 – 1993 – 1994 – 1995 – 1996 – 1997 – 1998 – 1999 – 2000 – 2001 – 2002 – 2003 – 2004 – 2005 | 1989 – 1990 – 1991 – 1992 – 1993 – 1994 – 1995 – 1996 – 1997 – 1998 – 1999 – 2000 – 2001 – 2002 – 2003 – 2004 – 2005 | 1989 – 1990 – 1991 – 1992 – 1993 – 1994 – 1995 – 1996 – 1997 – 1998 – 1999 – 2000 – 2001 – 2002 – 2003 – 2004 – 2005 | 1989 – 1990 – 1991 – 1992 – 1993 – 1994 – 1995 – 1996 – 1997 – 1998 – 1999 – 2000 – 2001 – 2002 – 2003 – 2004 – 2005 | 1989 – 1990 – 1991 – 1992 – 1993 – 1994 – 1995 – 1996 – 1997 – 1998 – 1999 – 2000 – 2001 – 2002 – 2003 – 2004 – 2005 |
| 1989 | 1989 | 1989 | 1989 | 1989 | 1989 | 1989 | 1989 | 1989 |
| --- | --- | --- | --- | --- | --- | --- | --- | --- |
| 14. Juni 1989 13:18                                                                                                  | Titan-4(02)A/ IUS | K-1/IUS-8 | CC LC-41 | DSP 14 (USA 39) | Aufklärungssatellit                                                                                                  | GEO | Erfolg Erster Start der Delta-IV-Rakete                                                                              | |
| 1990 | | | | | | | | |
| 8. Juni 1990 04:22                                                                                                   | Titan-4(05)A | K-4 | CC LC-41 | NOSS-2 1A, 1B, 1C (USA 60–62) SLDCOM 1 (USA 59)                                                                      | drei Aufklärungssatelliten militärischer Kommunikationssatellit                                                      | LEO | Erfolg | |
| 13. November 1990 00:37                                                                                              | Titan-4(02)A/ IUS | K-6/IUS-6 | CC LC-41 | DSP 15 (USA 65) | Aufklärungssatellit                                                                                                  | GEO | Erfolg | |
| 1991 | | | | | | | | |
| 8. März 1991 12:03                                                                                                   | Titan-4(03)A | K-5 | Va SLC-4E | Lacrosse 2 (USA 69)                                                                                                  | Aufklärungssatellit                                                                                                  | LEO | Erfolg Erster Start von Vandenberg aus                                                                               | |
| 8. November 1991 07:07                                                                                               | Titan-4(03)A | K-8 | Va SLC-4E | NOSS-2 2A, 2B, 2C (USA 74, -76, -77) SLDCOM 2 (USA 72)                                                               | drei Aufklärungssatelliten militärischer Kommunikationssatellit                                                      | LEO | Erfolg | |
| 1992 | | | | | | | | |
| 28. November 1992 21:34                                                                                              | Titan-4(04)A | K-3 | Va SLC-4E | Keyhole-11 10 (USA 86)                                                                                               | Aufklärungssatellit                                                                                                  | LEO | Erfolg | |
| 1993 | | | | | | | | |
| 2. August 1993 19:59                                                                                                 | Titan-4(03)A | K-11 | Va SLC-4E | NOSS-2 3A, 3B, 3C SLDCOM 3                                                                                           | drei Aufklärungssatelliten militärischer Kommunikationssatellit                                                      | LEO | Fehlschlag Explosion der Rakete bei T+101 aufgrund einer Triebwerksfehlfunktion                                      | |
| 1994 | | | | | | | | |
| 7. Februar 1994 21:47                                                                                                | Titan-4(01)A/ Centaur-T                                                                                              | K-10/TC-12 | CC LC-40 | Milstar 1 (USA 99)                                                                                                   | Militärischer Kommunikationssatellit                                                                                 | GEO | Erfolg | |
| 3. Mai 1994 15:55 | Titan-4(01)A/ Centaur-T                                                                                              | K-7/TC-10 | CC LC-41 | Trumpet 1 (USA 103)                                                                                                  | Aufklärungssatellit                                                                                                  | Molnija | Erfolg | |
| 27. August 1994 08:58                                                                                                | Titan-4(01)A/ Centaur-T                                                                                              | K-9/TC-11 | CC LC-41 | Mercury 14 (USA 105)                                                                                                 | Aufklärungssatellit                                                                                                  | GEO | Erfolg | |
| 22. Dezember 1994 22:19                                                                                              | Titan-4(02)A/ IUS | K-14/IUS-20 | CC LC-40 | DSP 17 (USA 107) | Aufklärungssatellit                                                                                                  | GEO | Erfolg | |
| 1995 | | | | | | | | |
| 14. Mai 1995 13:45                                                                                                   | Titan-4(01)A/ Centaur-T                                                                                              | K-23/TC-17 | CC LC-40 | Orion 3 (USA 110) | Aufklärungssatellit                                                                                                  | GEO | Erfolg | |
| 10. Juli 1995 12:38                                                                                                  | Titan-4(01)A/ Centaur-T                                                                                              | K-19/TC-8 | CC LC-41 | Trumpet 2 (USA 112)                                                                                                  | Aufklärungssatellit                                                                                                  | Molnija | Erfolg | |
| 6. November 1995 05:15                                                                                               | Titan-4(01)A/ Centaur-T                                                                                              | K-21/TC-13 | CC LC-40 | Milstar 2 (USA 115)                                                                                                  | Militärischer Kommunikationssatellit                                                                                 | GEO | Erfolg | |
| 5. Dezember 1995 21:18                                                                                               | Titan-4(04)A | K-15 | Va SLC-4E | Keyhole-11 11 (USA 116)                                                                                              | Aufklärungssatellit                                                                                                  | LEO | Erfolg | |
| 1996 | | | | | | | | |
| 24. April 1996 23:37                                                                                                 | Titan-4(01)A/ Centaur-T                                                                                              | K-16/TC-15 | CC LC-41 | Mercury 15 (USA 118)                                                                                                 | Aufklärungssatellit                                                                                                  | GEO | Erfolg | |
| 12. Mai 1996 21:32                                                                                                   | Titan-4(03)A | K-22 | Va SLC-4E | NOSS-2 4A, 4B, 4C (USA 119–121) SLDCOM 4 (USA 122) TiPS 1a, 1b (USA 123, USA 124)                                    | drei Aufklärungssatelliten militärischer Kommunikationssatellit zwei Testsatelliten                                  | LEO | Erfolg | |
| 3. Juli 1996 00:31                                                                                                   | Titan-4(05)A | K-2 | CC LC-40 | Quasar 11 (USA 125)                                                                                                  | Militärischer Kommunikationssatellit                                                                                 | Molnija | Erfolg | |
| 20. Dezember 1996 18:04                                                                                              | Titan-4(04)A | K-13 | Va SLC-4E | Keyhole-11 12 (USA 129, NROL-2)                                                                                      | Aufklärungssatellit                                                                                                  | LEO | Erfolg | |
| 1997 | | | | | | | | |
| 23. Februar 1997 20:20                                                                                               | Titan-4(02)B/ IUS | B-24/IUS-4 | CC LC-40 | DSP 18 (USA 130) | Aufklärungssatellit                                                                                                  | GEO | Erfolg | |
| 15. Oktober 1997 09:43                                                                                               | Titan-4(01)B/ Centaur-T                                                                                              | B-33/TC-21 | CC LC-40 | Cassini-Huygens | Raumsonde zum Saturn mit Lander                                                                                      | Flucht- bahn | Erfolg | |
| 24. Oktober 1997 02:32                                                                                               | Titan-4(03)A | A-18 | Va SLC-4E | Lacrosse 3 (USA 133, NROL-3)                                                                                         | Aufklärungssatellit                                                                                                  | LEO | Erfolg | |
| 8. November 1997 02:05                                                                                               | Titan-4(01)A/ Centaur-T                                                                                              | A-17/TC-16 | CC LC-41 | Trumpet 3 (USA 136)                                                                                                  | Aufklärungssatellit                                                                                                  | Molnija | Erfolg | |
| 1998 | | | | | | | | |
| 9. Mai 1998 01:38 | Titan-4(01)B/ Centaur-T                                                                                              | B-25/TC-18 | CC LC-40 | Orion 4 (USA 139) | Aufklärungssatellit                                                                                                  | GEO | Erfolg | |
| 12. August 1998 11:30                                                                                                | Titan-4(01)A/ Centaur-T                                                                                              | A-20/TC-9 | CC LC-41 | Mercury 16 | Aufklärungssatellit                                                                                                  | GEO | Fehlschlag Zurücksetzen des Bordcomputers nach Kurzschluss führt zu Kursabweichung und Zerbrechen der Rakete b. T+40 | |
| 1999 | | | | | | | | |
| 9. April 1999 17:01                                                                                                  | Titan-4(02)B/ IUS | B-27/IUS-21 | CC LC-41 | DSP 19 (USA 142) | Aufklärungssatellit                                                                                                  | GEO | Teilerfolg Fehler bei IUS-Stufentrennung. Erreichter Orbit: Geotransferbahn                                          | |
| 30. April 1999 16:30                                                                                                 | Titan-4(01)B/ Centaur-T                                                                                              | B-32/TC-14 | CC LC-40 | Milstar 3 (USA 143)                                                                                                  | Militärischer Kommunikationssatellit                                                                                 | GEO | Teilerfolg Nutzlast wurde aufgrund eines Programmierfehlers in einem unbrauchbaren Orbit ausgesetzt (MEO)            | |
| 22. Mai 1999 09:36                                                                                                   | Titan-4(03)B | B-12 | Va SLC-4E | Misty 2 (USA 144, NROL-9)                                                                                            | Aufklärungssatellit                                                                                                  | LEO | Erfolg | |
| 2000 | | | | | | | | |
| 8. Mai 2000 16:01 | Titan-4(02)B/ IUS | B-29/IUS-22 | CC LC-40 | DSP 20 (USA 149) | Aufklärungssatellit                                                                                                  | GEO | Erfolg | |
| 17. August 2000 23:45                                                                                                | Titan-4(03)B | B-28 | Va SLC-4E | Lacrosse 4 (USA 152, NROL-11)                                                                                        | Aufklärungssatellit                                                                                                  | LEO | Erfolg | |
| 2001 | | | | | | | | |
| 27. Februar 2001 21:20                                                                                               | Titan-4(01)B/ Centaur-T                                                                                              | B-41/TC-22 | CC LC-40 | Milstar 4 (USA 157)                                                                                                  | Militärischer Kommunikationssatellit                                                                                 | GEO | Erfolg | |
| 6. August 2001 07:28                                                                                                 | Titan-4(02)B/ IUS | B-31/IUS-16 | CC LC-40 | DSP 21 (USA 159) | Aufklärungssatellit                                                                                                  | GEO | Erfolg | |
| 5. Oktober 2001 21:21                                                                                                | Titan-4(04)B | B-34 | Va SLC-4E | Keyhole-11 13 (USA 161, NROL-14)                                                                                     | Aufklärungssatellit                                                                                                  | LEO | Erfolg | |
| 2002 | | | | | | | | |
| 16. Januar 2002 00:30                                                                                                | Titan-4(01)B/ Centaur-T                                                                                              | B-38/TC-19 | CC LC-40 | Milstar 5 (USA 164)                                                                                                  | Militärischer Kommunikationssatellit                                                                                 | GEO | Erfolg | |
| 2003 | | | | | | | | |
| 8. April 2003 13:43                                                                                                  | Titan-4(01)B/ Centaur-T                                                                                              | B-35/TC-23 | CC LC-40 | Milstar 6 (USA 169)                                                                                                  | Militärischer Kommunikationssatellit                                                                                 | GEO | Erfolg | |
| 9. September 2003 04:29                                                                                              | Titan-4(01)B/ Centaur-T                                                                                              | B-36/TC-20 | CC LC-40 | Orion 5 (USA 171, NROL-19)                                                                                           | Aufklärungssatellit                                                                                                  | GEO | Erfolg | |
| 2004 | | | | | | | | |
| 14. Februar 2004 18:50                                                                                               | Titan-4(02)B/ IUS | B-39/IUS-10 | CC LC-40 | DSP 22 (USA 176) | Aufklärungssatellit                                                                                                  | GEO | Erfolg | |
| 2005 | | | | | | | | |
| 30. April 2005 00:50                                                                                                 | Titan-4(05)B | B-30 | CC LC-40 | Lacrosse 5 (USA 182, NROL-16)                                                                                        | Aufklärungssatellit                                                                                                  | LEO | Erfolg | |
| 19. Oktober 2005 18:05                                                                                               | Titan-4(04)B | B-26 | Va SLC-4E | Keyhole-11 14 (USA 186, NROL-20)                                                                                     | Aufklärungssatellit                                                                                                  | LEO | Erfolg Letzter Flug der Titan IV                                                                                     | |